# Hüseyin Kartal
Hüseyin Kartal (ur. 1 stycznia 1982 w Eğirdir) – turecki piłkarz występujący na pozycji napastnika. Zawodnik klubu Yeni Malatyaspor.

## Kariera klubowa
Kartal seniorską karierę rozpoczynał w 1999 roku w Sidesporze z 3. Lig. Spędził tam 2 lata. W 2001 roku trafił do ekipy Ankaragücü z Süper Lig. W tych rozgrywkach zadebiutował 19 sierpnia 2001 roku w wygranym 6:0 pojedynku z Malatyasporem, w którym strzelił także gola. W Ankaragücü występował przez 3 lata.
W 2004 roku odszedł do innego pierwszoligowego zespołu, Ankarasporu. Pierwszy ligowy mecz zaliczył tam 8 sierpnia 2004 roku przeciwko Sebatsporowi (3:1). Po roku spędzonym w Ankarasporze, Kartal przeszedł do Denizlisporu, także grającego w Süper Lig. Zadebiutował tam 7 sierpnia 2005 roku w zremisowanym 1:1 spotkaniu z Ankarasporem. W Denizlisporze spędził 1,5 roku.
Na początku 2007 roku Kartal został graczem Diyarbakırsporu z 1. Lig. Po dwóch latach (w 2009 roku) odszedł do Kasımpaşy SK, również grającej w 1. Lig. W tym samym roku awansował z nią do Süper Lig. Jednak latem 2009 roku przeniósł się do Göztepe AŞ z 2. Lig. W 2010 roku został zawodnikiem innego klubu tych rozgrywek, Yeni Malatyaspor.

## Kariera reprezentacyjna
W reprezentacji Turcji Kartal rozegrał 2 spotkania, oba podczas Pucharu Konfederacji 2003. W drużynie narodowej zadebiutował 19 czerwca w wygranym 2:1 meczu ze Stanami Zjednoczonymi (2:1), a po raz drugi zagrał w niej 21 czerwca w pojedynku z Kamerunem (0:1). Tamten turniej Turcja zakończyła na 3. miejscu.
Kartal grał też w kadrze Turcji U-18 oraz U-21.